# Municipio de Sac (Iowa)
El municipio de Sac (en inglés: Sac Township) es un municipio ubicado en el condado de Sac en el estado estadounidense de Iowa. En el año 2010 tenía una población de 566 habitantes y una densidad poblacional de 6,12 personas por km².

## Geografía
El municipio de Sac se encuentra ubicado en las coordenadas 42°14′46″N 94°54′25″O / 42.24611, -94.90694. Según la Oficina del Censo de los Estados Unidos, el municipio tiene una superficie total de 92.47 km², de la cual 91,87 km² corresponden a tierra firme y (0,65 %) 0,6 km² es agua.

## Demografía
Según el censo de 2010, había 566 personas residiendo en el municipio de Sac. La densidad de población era de 6,12 hab./km². De los 566 habitantes, el municipio de Sac estaba compuesto por el 99,82 % blancos, el 0,18 % eran asiáticos. Del total de la población el 0,35 % eran hispanos o latinos de cualquier raza.